# Piskorowice
Piskorowice est une localité polonaise de la gmina et du powiat de Leżajsk en voïvodie des Basses-Carpates.